# Bronisław Huberman
Bronisław Huberman (19. prosince 1882 Čenstochová – 15. června 1947 Corsier-sur-Vevey (Švýcarský kanton Vaud) byl polský houslista a pedagog židovského původu. Byl jedním z nejvýznačnějších polských houslistů dvacátého století.
Vystoupil na veřejnosti poprvé ve věku sedmi let – odehrál 7. houslový koncert Pierre Rodea s orchestrem Varšavského Hudebniho Institutu. Rychle získal pověst „zázračného dítěte“ a začal skvělou kariéru.
V roce 1892 se s rodiči přestěhoval do Berlína. Tam byl představen Józefu Joachimovi, který po vyslechnutí vzal mladého houslistu do své třídy.
Dokonce i tehdy vystupoval mimo jiné ve Vídni, a o rok později v Německu, Nizozemsku, Belgii a Francii. Od svého ochránce a strážce, hraběte Jána Zamoyského, získal housle „Gibson“ vyrobené Antonio Stradivarim.
V roce 1896 provedl Huberman koncert Brahmse ve Vídni v přítomnosti skladatele. O rok později, poté, co hrál sérii koncertů v Evropě, se přestěhoval do Spojených států. Během první světové války Bronislaw Huberman žil trvale v Berlíně. Brzy se stal jedním z nejvýznamnějších virtuosů. Začal umělecky spolupracovat s violoncellistou Pablo Casalsem a klavíristou Ignacym Friedmanem. Společně vystupovali v roce 1927, hrajíc Beethovenova tria na oslavu 100. výročí úmrtí skladatele.
Huberman byl iniciátorem založení Izraelskeho filharmonickeho orchestru v Tel Avivu. Byl také propagátorem myšlenky sjednocené Evropy.
Pracoval také jako pedagog. Vedl hlavní třídu na Akademie für Musik ve Vídni.
Hubermanovi byly odcizeny v roce 1936 jeho stradivárky z roku 1713, a to ze šatny umělců newyorské Carnegie Hall. Zloděj držel ukradené housle po zbytek svého života, a až na smrtelné posteli se přiznal své ženě k této krádeži. Housle získal v roce 2001 americký houslista Joshua Bell.